# 2월 27일
2월 27일은 그레고리력으로 58번째(윤년일 경우도 58번째) 날에 해당한다.

## 사건
- 380년 - 테오도시우스 1세가 테살로니카 칙령을 발표하고 기독교를 로마 제국의 국교로 선포하다.
- 1593년 - 벽제관 전투 발발.
- 1933년 - 독일 국회의사당 방화 사건.
- 1955년 - 독일 연방하원의회는 사민당의 반대에도 불구하고 독일연방의 나토 가입을 위한 파리조약 의결.
- 1991년 - 걸프전이 끝나 쿠웨이트가 해방되다.
- 2007년 - 한국에서의 요구르팅 서비스가 종료되다.
- 2010년 - 리히터 규모 8.8의 강진이 칠레 중부를 강타하여 500명 이상이 숨지고 수천 명이 부상하다. 지진은 그 직후 하와이를 강타 쓰나미를 촉발시켰다.
- 2012년 - 아랍의 봄의 영향으로 예멘의 알리 압둘라 살레 대통령이 사임했다.
- 2015년 - 러시아의 야권인사 보리스 넴초프가 크렘린 근교에서 피살당하다.

## 문화
- 1900년 - 독일의 축구 클럽 FC 바이에른 뮌헨 창단.
- 1965년 - 광복회 설립.
- 1996년 - 포켓몬스터 데뷔작 발매.
- 2002년 - KBS KOREA가 개국하고 (현재 KBS N 라이프)스카이KBS, KBS 스포츠, KBS 드라마 (현재 KBS N, KBS N Sports, KBS 드라마)로 구성된 케이블TV 3개 채널이 개국하다.
- 2004년 - 한국방송공사 어린이 드라마의 최장수 프로그램인 매직키드 마수리가 496회를 끝으로 2년 9일 만에 종영되었다.
- 2022년 - MBC의 아이돌 서바이벌 프로그램 방과후 설렘의 최종 7인이 데뷔조 클라씨로 선발되었다.

## 탄생
- 272년 - 고대 로마의 황제 콘스탄티누스 1세. (~337년)
- 1807년 - 미국의 시인 헨리 워즈워스 롱펠로. (~1882년)
- 1861년 - 오스트리아의 철학자 루돌프 슈타이너. (~1925년)
- 1867년 - 미국의 경제학자 어빙 피셔. (~1947년)
- 1869년 - 대한민국의 언론인, 소설가 이해조. (~1927년)
- 1899년 - 대한민국의 여성운동가 김활란. (~1970년)
- 1902년 - 미국의 소설가 존 스타인벡. (~1968년)
- 1903년 - 독일의 배우 그레테 바이저. (~1970년)
- 1904년 - 대한민국의 화가 이응노. (~1989년)
- 1913년
  - 대한민국의 화가 김환기. (~1974년)
  - 미국의 극작가, 소설가 어윈 쇼. (~1984년)
- 1919년 - 미국의 정치인 존 코널리. (~1993년)
- 1926년 - 스웨덴의 배우 잉리드 툴린. (~2004년)
- 1927년 - 대한민국의 작사가, 작곡가, 색소폰 연주가 길옥윤. (~1995년)
- 1928년 - 이스라엘의 총리 아리엘 샤론. (~2014년)
- 1929년
  - 브라질의 축구 선수 자우마 산투스. (~2013년)
  - 대한민국의 군인 정승화. (~2002년)
- 1930년 - 미국의 배우 조앤 우드워드.
- 1932년 - 영국의 배우 엘리자베스 테일러. (~2011년)
- 1935년 - 이탈리아의 소프라노 가수 미렐라 프레니. (~2020년)
- 1939년 - 프랑스의 패션 디자이너 다카다 겐조. (~2020년)
- 1940년 - 미국의 희극인 하워드 헤스먼. (~2022년)
- 1947년 - 미국의 이론물리학자 앨런 구스.
- 1949년
  - 대한민국의 언론 출신 정치인 류근찬. (~2025년)
  - 대한민국의 배우 기정수.
- 1950년 - 대한민국의 언론인 김진원.
- 1952년 - 대한민국의 정치인 황주홍.
- 1955년
  - 대한민국의 정치인 최경환.
  - 대한민국의 공학교수 출신 정치인 채수찬.
- 1957년
  - 영국의 기타리스트 아드리안 스미스.
  - 영국의 배우 티머시 스폴.
- 1959년 - 대한민국의 시사평론가, 컨설턴트 이종훈.
- 1960년 - 영국과 미국의 경제학자 제임스 A. 로빈슨.
- 1961년 - 대한민국의 야구 선수 이강돈.
- 1963년 - 대한민국의 정치인 고진화. (~2024년)
- 1965년 - 미국의 배우 노아 에머리히.
- 1967년 - 영국의 디자이너 조너선 아이브.
- 1968년 - 이탈리아의 펜싱 선수 엘리사 우가.
- 1969년 - 대한민국의 가수 조장혁.
- 1971년 - 미국의 배우, 음악가, 가수, 무용가 로존다 토머스.
- 1973년
  - 대한민국의 배우 임지은.
  - 중국의 배우 리빙빙.
- 1974년
  - 미국의 정치인 폴 G. 커크.
  - 미국의 정치인 카트 굿윈.
- 1975년 - 대한민국의 성우 이용신.
- 1976년
  - 일본의 성우 타무라 유카리.
  - 일본의 만화가 고게돈보*.
- 1977년
  - 대한민국의 배우 지성.
  - 오스트레일리아의 영화 감독 제임스 완.
- 1978년
  - 대한민국의 배우 김준현.
  - 조지아의 축구 선수 카하 칼라제.
- 1979년
  - 이탈리아의 배우 알바 로르바케르.
  - 대한민국의 전 가수, 배우 강두.
  - 일본의 가수, 성우 Myco.
- 1980년
  - 대한민국의 가수 윤민수 (바이브).
  - 대한민국의 성우 사문영.
  - 대한민국의 골프 선수 박희정.
- 1981년
  - 대한민국의 배우 임영식.
  - 미국의 팝페라 가수 조쉬 그로반.
- 1982년 - 대한민국의 프로듀서, 작곡가, 편곡가 이현승.
- 1983년 - 미국의 배우 케이트 마라.
- 1984년
  - 스웨덴의 축구 선수 로타 셸린.
  - 사우디아라비아의 축구 선수 야세르 알모사일렘.
- 1985년
  - 대한민국의 가수, 뮤지컬 배우 서현진.
  - 대한민국의 가수 이진성. (먼데이 키즈)
  - 대한민국의 축구 지도자 강민규.
  - 대한민국의 배우 조성윤.
  - 대한민국의 모델 김나윤.
- 1986년 - 대한민국의 야구 선수 이지영 (삼성 라이온즈).
- 1987년
  - 대한민국의 배구 선수 강영준.
  - 이탈리아의 축구 선수 루카 테데스키.
- 1988년 - 대한민국의 배우 노희지.
- 1989년
  - 대한민국의 축구 선수 구자철.
  - 대한민국의 배우, 방송인 이채원.
- 1990년
  - 대한민국의 축구 선수 김영권.
  - 대한민국의 전직 스타크래프트 프로게이머 이승석.
  - 대한민국의 농구 선수 김단비.
  - 스페인의 축구 선수 마르타 토레혼.
  - 대한민국의 뮤지컬 배우 박강현.
- 1991년
  - 대한민국의 트로트 가수 김소유.
  - 대한민국의 배우 서준.
  - 일본의 배우 렌부츠 미사코.
  - 일본의 축구 선수 이부스키 히로시.
- 1992년
  - 대한민국의 아나운서 김종현.
  - 대한민국의 축구 선수 김민혁.
  - 잉글랜드의 축구 선수 존조 셸비.
  - 잉글랜드의 축구 선수 칼럼 윌슨.
- 1993년
  - 대한민국의 배우 공승연.
  - 프랑스의 축구 선수 알퐁스 아레올라.
- 1994년
  - 네덜란드의 유도 선수 미카엘 코럴.
  - 대한민국의 가수 김윤 (더스틴).
  - 대한민국의 가수 최상엽 (루시).
  - 일본의 성우 타카하시 리에.
  - 대한민국의 리그 오브 레전드 프로게이머 마타.
  - 대한민국의 배우 남중규.
  - 대한민국의 스키 선수 서지원.
  - 잉글랜드의 싱어송라이터 사샤 키블.
- 1995년
  - 대한민국의 가수 리키 (틴탑).
  - 대한민국의 배우 이연.
  - 대한민국의 리그 오브 레전드 프로게이머 보노.
  - 세르비아의 축구 선수 세르게이 밀린코비치사비치.
  - 체코의 축구 선수 토마시 소우체크.
- 1996년
  - 태국의 가수 텐. (NCT)
  - 대한민국의 뮤지컬 배우 박소현.
  - 대한민국의 가수 준.
  - 대한민국의 기타 연주가 거누.
  - 대한민국의 배우 신수현.
- 1997년
  - 중국의 배우 선웨.
  - 대한민국의 축구 선수 정승원.
  - 일본의 배우 겸 가수 미즈키 (STARRY PLANET☆최연장자및서브리더)
- 1998년 - 대한민국의 유튜버 간애.
- 1999년
  - 대한민국의 스키점프 선수 박규림.
  - 대한민국의 국악인 이지현. (~2023년)
- 2001년 - 대한민국의 양궁 선수 안산.
- 2003년 - 대한민국의 축구 선수 김태윤.
- 2004년 - 대한민국의 수필가 박세현.
- 2005년 - 일본의 가수 니나.
- 2015년 - 대한민국의 아역배우 김라온.

## 사망
- 640년 - 프랑크 왕국의 귀족 피핀 1세. (580년~)
- 1584년 - 조선의 문신, 성리학자 이이. (1536년~)
- 1887년 - 러시아의 작곡가, 화학자 알렉산드르 보로딘. (1833년~)
- 1892년 - 프랑스의 사업가 루이 비통. (1821년~)
- 1936년 - 러시아의 생리학자 이반 페트로비치 파블로프. (1849년~)
- 1952년 - 이토 히로부미의 양녀 배정자. (1870년~)
- 1987년 - 일본의 영화 감독 카메이 후미오. (1908년~)
- 1992년 - 대한민국의 정치인 박순석. (1904년~)
- 1993년 - 미국의 배우 릴리언 기시. (1893년~)
- 2011년 - 미국의 군인 프랭크 버클스. (1901년~)
- 2015년
  - 미국의 배우, 영화 감독 레너드 니모이. (1931년~)
  - 러시아의 정치인 보리스 넴초프. (1959년~)
- 2016년 - 대한민국의 학생운동가, 정치인 이철승. (1922년~)
- 2018년 - 스페인의 축구 선수 엔리케 카스트로 곤살레스. (1949년~)
- 2019년 - 셰이셸의 제2대 대통령, 정치인 프랑스알베르 르네. (1935년~)
- 2020년
  - 이란의 성직자 하디 호스로샤히. (1939년~)
  - 독일의 영화배우, 영화 감독, 각본가 부르크하르트 드리스트. (1939년~)
- 2021년 - 홍콩의 영화배우 오맹달. (1952년~)
- 2022년
  - 대한민국의 기업인, 넥슨 창업주 김정주. (1968년~)
  - 영국의 영화배우 베로니카 칼슨. (1944년~)
- 2023년
  - 대한민국의 정치인 김태웅. (1961년~)
  - 미국의 각본가, 영화 감독 리코우 브로닝. (1930년~)
  - 중화인민공화국의 경제학자 리이닝. (1930년~)
- 2024년
  - 미국의 군인, 우주비행사 리처드 H. 트룰리. (1937년~)
  - 대한민국의 화가 함섭. (1942년~)
- 2025년
  - 대한민국의 배우 강명주. (1971년~)
  - 러시아의 체스선수 보리스 스파스키. (1937년~)
  - 대한민국의 정치인 최영철. (1935년~)

## 기념일
- 국제 북극곰의 날(International Polar Bear Day)
- 도미니카 공화국 독립기념일

## 같이 보기
- 전날: 2월 26일 다음날: 2월 28일 - 전달: 1월 27일 다음달: 3월 27일
- 음력: 2월 27일
- 모두 보기